# شهرستان دوسپات
شهرستان دوسپات (به بلغاری: Dospat Municipality) یک شهرستان در بلغارستان است که در استان اسمولیان واقع شده‌است.